# Saint-Cirgue
Saint-Cirgue település Franciaországban, Tarn megyében. Lakosainak száma 219 fő (2022. január 1.). Saint-Cirgue Valence-d’Albigeois, Ambialet, Assac, Courris, Saint-Julien-Gaulène, Saint-Michel-Labadié és Sérénac községekkel határos.

## Népesség
A település népessége az elmúlt években az alábbi módon változott:
| Lakosok száma | 209  | 205  | 213  | 210  | 209  | 208  | 208  | 213  | 219  |
|               | 2013 | 2015 | 2016 | 2017 | 2018 | 2019 | 2020 | 2021 | 2022 |